# Jörge Becker
Jörge Becker (* 7. August 1980 in Bielefeld) ist ein deutscher Trompeter. Er ist Solotrompeter im SWR Symphonieorchester und Dozent an der Hochschule für Musik und Darstellende Kunst Stuttgart.

## Leben und Ausbildung
Jörge Becker wurde am 7. August 1980 in Bielefeld geboren. Seine musikalische Laufbahn begann er als Sänger im Windsbacher Knabenchor. Er studierte Trompete an der Hochschule für Musik und Darstellende Kunst Stuttgart bei Wolfgang Bauer, wo er sein Studium mit Auszeichnung abschloss. Weitere Studien verbanden ihn mit Günther Beetz an der Staatlichen Hochschule für Musik und Darstellende Kunst Mannheim.

## Karriere
Von 2006 bis 2009 war Becker Solotrompeter an der Staatsoper Stuttgart. Seit 2009 ist er Solotrompeter im SWR Symphonieorchester. Als Gast spielte er unter anderem beim NDR Elbphilharmonie Orchester, dem Deutschen Symphonie-Orchester Berlin, den Münchner Philharmonikern, dem hr-Sinfonieorchester, dem Mahler Chamber Orchestra und an der Bayerischen Staatsoper.
Seit 2008 ist Becker Dozent für Trompete an der Hochschule für Musik und Darstellende Kunst Stuttgart.
Als Solist trat er unter anderem mit dem Württembergischen Kammerorchester Heilbronn und dem SWR Symphonieorchester auf. Eine bekannte Aufnahme ist Antonio Vivaldis Konzert für zwei Trompeten mit Johannes Sondermann unter der Leitung von Christoph Eschenbach.
Kammermusikalisch arbeitet er regelmäßig mit der Pianistin Petra Menzel zusammen und entwickelt neue Konzertformate. Mit dem Organisten Hans-Peter Merz verbindet ihn eine langjährige gemeinsame Konzerttätigkeit.